# Кобушкін Олександр Петрович
Олександр Петрович Кобушкін (5 лютого 1945, Грозний — 18 жовтня 2020, Київ) — фізик, доктор фізико-математичних наук (1987), професор НАНУ (1997). Племінник Віктора Кобушкіна.

## Життєпис
Народився у родині фізика-теоретика П. К. Кобушкіна, спеціаліста із загальної теорії відносності, випускника Ленінградського університету, брата В. К. Кобушкіна. Науковий керівник дисертації П. К. Кобушкіна, академік В. А. Амбарцумян, тепло відгукувався про свого учня.
У 1952 році Олександр Кобушкін разом із батьками переїжджає з Ленінграда в Київ, де П. К. Кобушкіну було запропоновано очолити кафедру фізики КПІ (одночасно посаду зав. каф. фізики УСХА).
У 1962 році вступив на фізичний факультет Київського державного університету ім. Т. Г. Шевченка (у старших класах школи відвідував гурток фізики при КДУ).
У 1965 (66) році за "домовленістю ректора Київського університету професора А. С. Голика з директором ОІЯД академіком М. М. Боголюбовим і лауреатом Нобелівської премії академіком І. М. Франком щодо направлення двох студентів кафедри теоретичної фізики (В. Антонченко, О. Кобушкін) в Лабораторію теоретичної фізики ОІЯД, стажувався в Об'єднаному інституті ядерних досліджень (м. Дубна).
У 1967 р. закінчив Київський державний університет ім. Т. Г. Шевченка і вступив до аспірантури Інституту теоретичної фізики НАН України.
З 1970 до 2020 р., після захисту під керівництвом Віталія Шелеста кандидатської дисертації (при цьому академік М. М. Боголюбов спостерігав за дослідженнями та підтримував їх (див., наприклад)), працює у цьому ж Інституті на посадах молодшого наукового співробітника, старшого наукового співробітника, а з 1986 р. — провідного наукового співробітника відділу фізики високих густин енергії.
Водночас з 1997 року — професор кафедри прикладної фізики (1997—2011) та кафедри фізики енергетичних систем (з 2011 р.) Фізико-технічного інституту Національний технічний університет України «Київський політехнічний інститут імені Ігоря Сікорського».
Є автором підручників та навчальних посібників: «Атомна фізика», «Квантова механіка», «Збірник задач з квантової механіки» (у співавторстві). Доктор фізико-математичних наук (1987). Професор (з 1997 р.).
Похований під Києвом на кладовищі селища міського типу  Новосілки (некролог за 18.10.20).

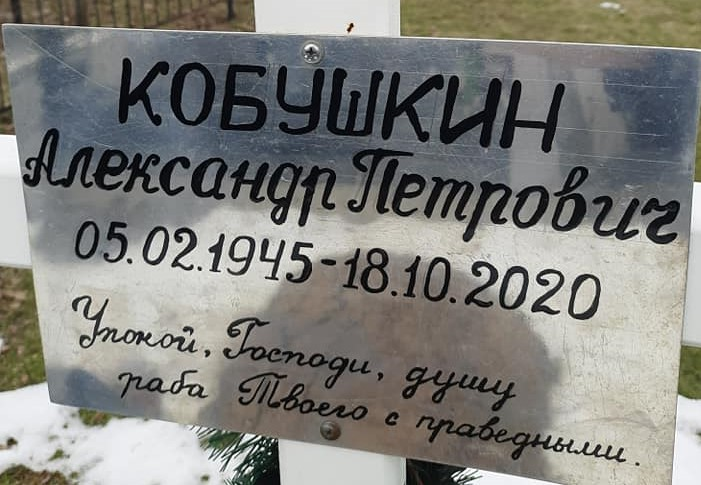
Фото таблички над могилою Олександра Кобушкіна у селищі Новосілки

## Наукова діяльність
Наукові дослідження стосувались релятивістської ядерної фізики, кваркової моделі адронів, структури малонуклонних ядер на малих міжнуклонних відстанях, поляризаційних явищ у фізиці малонуклонних систем та адронів, солітонних моделей частинок, квантування в криволінійних просторах, квантової електродинаміки адронних систем. Зокрема, для опису процесів, що відбуваються у зіткненнях релятивістських дейтронів з частинками та ядрами, запропонував підхід, у якому дейтрон розглянуто як шестикваркову систему. З метою прецизійного вивчення електромагнітної структури найпростіших адронних систем досліджував вищі порядки теорії збурень у процесах розсіювання ультрарелятивістських електронів на адронних системах (мезоні, протоні, дейтроні, ядрі гелію-3).
« Важливим досягненням відділу в дослідженнях кварк-глюонних ступенів вільності є розроблення концепції мультикваркових конфігурацій в легких ядрах, яку розвивали О. П. Кобушкін та інші науковці відділу з початку 80-х років минулого століття. Для того, щоб пояснити дані розпочатих експериментів із взаємодій релятивістичних дейтронів з частинками та ядрами, О. П. Кобушкін запропонував мультикваркову модель до опису структури дейтрона на малих відстанях, зробив низку передбачень для процесів, які могли б свідчити про прояв кваркових ступенів вільності у дейтроні. Потім ці передбачення були підтверджені експериментами на прискорювачі ОІЯД(Дубна, Росія). З метою дослідження спінової структури ядра гелію-3 на прискорювачі RCNP (Research Center of Nuclear Research, Osaka University, Japan) у 2000—2003 рр. О. П. Кобушкін виконав розрахунки залежності від енергії поведінки реакції пружного розсіювання назад поляризованих протонів на поляризованих ядрах гелію-3. Вимірювання, зроблені в RCNP, показали, що в основному ці результати узгоджуються з експериментом.» (Ювілейний збірник до 50-річчя створення ІТФ НАНУ).
Отримані ним результати про структуру дейтрона цитуються, зокрема, в курсах лекцій для студентів МДУ ім. М. В. Ломоносова (стор. 293) і Київського державного університету ім. Тараса Шевченка(останній розділ книги).
Дослідження, проведені Олександром Кобушкіним, були оцінені світовою науковою спільнотою, що відбилося в більш ніж 930 цитувань відповідно до міжнародної наукометричної бази Scopus і більш ніж 2350 цитувань по базі Google Scholar (станом на 2024 р.).
Підготував близько десяти кандидатів і докторів наук і, можна сказати, створив власну наукову школу.

## Основні праці[2][21]
- Кобушкин А. П. Электромагнитны форм факторы дейтрона при больших переданных импульсах // ЯФ, 28, 495 (1978);
- Kobushkin A. P., Shelest V. P. Problems of relativistic quark dynamics and the quark structure of the deuteron // Soviet Journal of Particles and Nuclei 14 (5), 483—503 (1983);
- Fujii K., Kobushkin A.P., Sato K.-I., Toyota N. Skyrme model lagrangian in quantum mechanics: SU(2) case // Phys. Rev. D, 35, 1896—1907 (1987);
- Kobushkin A. P. Polarization observables in (d, p) breakup and quark degrees of freedom in the deuteron // Physics Letters B. 1998. Vol. 421;
- Кобушкин А. П. Развал дейтрона и кластерная структура шестикварковой волновой функции дейтрона // ЯФ. 1999. Т. 6, вып. 2;
- Faber M., Kobushkin A. P. Electrodynamic limit in a model for charged solitons // Phys. Rev. D, 69, 11602 (2004);
- Borisyuk D. L., Kobushkin A. P. Box diagram in the elastic electron-proton scattering // Phys. Rev. C, 74, 065203 (2006);
- Borisyuk D. L., Kobushkin A. P. Perturbative QCD predictions for two-photon exchange // Phys. Rev. D. 2009. Vol. 79;
- Kobushkin A. P., Krivenko-Emetov Ya. D.,Dubnička S. The elastic electron-deuteron scattering beyond one-photon exchange // Phys. Rev. C. 2010. Vol. 81.

## Підручники й навчальні посібники
- Кобушкин, А. П. Квантовая физика. К., 2000;
- Кобушкін, О. П. Квантова механіка [Електронний ресурс]: навчальний посібник / О. П. Кобушкін ; НТУУ «КПІ ім. Ігоря Сікорського». — Електронні текстові данні (1 файл: 1,75 Кбайт). — Київ: НТУУ «КПІ ім. Ігоря Сікорського», 2016. — 253 с. — Назва з екрана;
- Кобушкін, О. П. Атомна фізика [Електронний ресурс]: [підручник] / О. П. Кобушкін ; КПІ ім. Ігоря Сікорського. — Електронні текстові дані (1 файл: 2,81 Мбайт). — Київ: КПІ ім. Ігоря Сікорського, 2018. — 310 с. — Назва з екрана;
- Кобушкін, О. П. Збірник задач з квантової механіки [Електронний ресурс]: навчальний посібник / О. П. Кобушкін, Я. Д. Кривенко-Еметов ; КПІ ім. Ігоря Сікорського. — Електронні текстові дані (1 файл: 670 Кбайт). — Київ: КПІ ім. Ігоря Сікорського, 2019. — 110 с. — Назва з екрану;
- Кобушкін, О. П. Ядерна фізика. Збірник задач з розв'язками [Електронний ресурс]: навчальний посібник для здобувачів ступеня бакалавра за освітньою програмою «Прикладна фізика» спеціальності 105 «Прикладна фізика та наноматеріали» / О. П. Кобушкін, Я. Д. Кривенко-Еметов ; КПІ ім. Ігоря Сікорського. — Електронні текстові дані (1 файл: 4,26 Мбайт). — Київ: КПІ ім. Ігоря Сікорського, 2021 [2-ге видання — 2023 р.] — 120 с. — Назва з екрана.

## Нагороди, почесні звання
- Премія Об'єднаного інституту ядерних досліджень: В. Г. Аблеев, С. А. Запорожец, А. П. Кобушкін, Л.Науманн, А. А. Номофілов, Н. М. Піскунов, І. М. Сітнік, Е. А. Строковський, Л. Н. Струнов, В. І. Шаров. «Експериментальні дослідження дифракційного α-розсіювання, (3Не, t) — перезарядки і фрагментації релятивістських ядер 4Не, 3Не, d і поляризованих дейтронів» (Перша премія, 1989 р.)[24].
- Нагрудний знак МОН Петро Могила за багаторічну педагогічну діяльність (2006).